# 1900 en Russie
Chronologie de la Russie
- 1896
- 1897
- 1898
- 1899
- 1900
- 1901
- 1902
- 1903
- 1904

Cet article présente les faits marquants de l'année 1900 en Russie.

## Décès

### Janvier
- 20 janvier : Florenty Pavlenkov, éditeur et philanthrope russe (° 20 octobre 1839).

### Mai
- 5 mai : Ivan Aïvazovski, peintre russe d'origine arménienne (° 29 juillet 1817).

### Août
- 4 août : Isaac Levitan, peintre paysagiste russe (° 30 août 1860).